# NX Zero (álbum)
NX Zero é o segundo álbum de estúdio da banda de rock brasileira NX Zero, lançado em 2006 pela Universal Music, o primeiro lançamento do grupo pela gravadora. Foi produzido por Rick Bonadio e Rodrigo Castanho e vendeu, ao menos, 50 mil cópias, rendendo-lhes um disco de ouro.

## Faixas
| N.º | Título                 | Compositor(es)                | Duração |  |
| 1.  | "Além de Mim"          | Di, Gee, Fi                   | 3'24"   |  |
| 2.  | "Consequência"         | Di, Gee                       | 2'49"   |  |
| 3.  | "Razões e Emoções"     | Di, Gee                       | 3'42"   |  |
| 4.  | "Um Pouco Mais"        | Rodrigo Koala                 | 3'29"   |  |
| 5.  | "Ilusão"               | Daniel, Yuri Nishida          | 3'37"   |  |
| 6.  | "Apenas Um Olhar"      | Gee, Fi, Daniel, Yuri Nishida | 3'35"   |  |
| 7.  | "Pela Última Vez"      | Di, Gee                       | 3'44"   |  |
| 8.  | "La Prision"           | Di, Gee                       | 3'25"   |  |
| 9.  | "Incompleta"           | Di, Gee                       | 3'21"   |  |
| 10. | "Círculos"             | Di, Gee                       | 3'48"   |  |
| 11. | "Tarde Demais"         | Di, Fi, Yuri Nishida          | 4'02"   |  |
| 12. | "Uma Chance"           | Daniel, Yuri Nishida          | 3'36"   |  |
| 13. | "Mentiras e Fracassos" | Fi                            | 3'12"   |  |
| 14. | "Um Outro Caminho"     | Di, Fi                        | 3'09"   |  |

## Formação
- Di Ferrero: vocal
- Gee Rocha: guitarra, vocal de apoio
- Fi Ricardo: guitarra
- Caco Grandino: baixo
- Daniel Weksler: Bateria